# Iso Haapajärvi
Iso Haapajärvi är en sjö i kommunen Kannonkoski i landskapet Mellersta Finland i Finland. Sjön ligger 140,7 meter över havet. Den är 5,3 meter djup. Arean är 1,02 kvadratkilometer och strandlinjen är 6,16 kilometer lång. Sjön  ingår i Kymmene älvs huvudavrinningsområde.   Den ligger omkring 74 kilometer norr om Jyväskylä och omkring 300 kilometer norr om Helsingfors. 
Iso Haapajärvi ligger söder om Kannonselkä. 